# Donald McHenry
Donald Franchot McHenry, né le 13 octobre 1936 à Saint-Louis, est un ancien diplomate américain. Il a été ambassadeur et représentant permanent des États-Unis auprès des Nations unies de septembre 1979 au 20 janvier 1981.

## Biographie
Donald McHenry naît le 13 octobre 1936 à Saint-Louis, dans le Missouri, et grandit de l'autre côté de la rivière, à East Saint Louis, dans l'Illinois. Il étudie à l'université d'État de l'Illinois et obtient son baccalauréat en 1957. Il continue ensuite ses études et obtient une maîtrise de l'université du Sud de l'Illinois à Carbondale en 1959, puis un doctorat à l'université de Georgetown.
Il passe une grande partie de sa carrière à travailler dans la diplomatie étrangère. Il commence à travailler au Département d’État des États-Unis en 1963 et y passe huit ans.
En 1976, Donald McHenry est membre de l'équipe de transition du président Carter au Département d'État avant de rejoindre la mission américaine auprès des Nations unies. En mars 1977, il est nommé représentant adjoint des États-Unis auprès du Conseil de sécurité des Nations unies.
En août 1979, il est le principal négociateur des États-Unis lorsqu'un avion de ligne soviétique transportant la ballerine russe Lyudmila Vlasova est empêché de décoller par la police. Le secrétaire d'État par intérim Warren Christopher a ordonné l'interception car que le mari de Vlasova, Alexandre Godounov, qui a fait défection deux jours plus tôt, a exprimé sa conviction que sa femme retourne en Union soviétique contre sa volonté. La ballerine soutient qu'elle retourne en URSS volontairement, mais la représentation américaine n'est pas disposée à accepter sa déclaration à moins de pouvoir lui parler en l'absence de responsables soviétiques. Cette demande est refusée. Finalement, les responsables soviétiques l'autorisent à parler avec des représentants américains dans un salon mobile installé à côté de l'avion. Elle réussit à les convaincre qu'elle ne rentre pas sous la contrainte, et l'avion décolle avec Lyudmila Vlasova à son bord par la suite.
L’incident de Vlasova attire l’attention sur McHenry à un moment critique. Plus tôt cette année-là, Andrew Young a été contraint de démissionner de son poste d'ambassadeur des États-Unis auprès de l'ONU après avoir rencontré un représentant de l'Organisation de libération de la Palestine, contre la politique américaine, et avoir tenu des propos controversés sur les prisonniers politiques aux États-Unis. En septembre 1979, Donald McHenry est nommé ambassadeur et représentant permanent des États-Unis auprès de l'ONU par le président Jimmy Carter.
En 2004, McHenry faisait partie des 27 diplomates et commandants militaires à la retraite qui déclarent publiquement que l'administration du président George W. Bush ne comprend pas le monde et est incapable d'assumer "ni dans le style ni sur le fond" les responsabilités de leadership mondial. Le 16 juin 2004, les Diplomats and Military Commanders for Change (en) publient une déclaration contre la guerre en Irak.

## Récompenses et décorations
- Donald McHenry est intronisé lauréat de la Lincoln Academy of Illinois et se voit remettre l'Ordre de Lincoln (en) (la plus haute distinction de l'État) par le gouverneur de l'Illinois le 19 juin 2021[5].